# Asamblea Majorera
Asamblea Majorera (AM) és un partit polític canari amb àmbit a l'illa de Fuerteventura. Fou fundat el 1977 com a associació d'independents per Miguel Cabrera Cabrera, que fou escollit senador per Fuerteventura a les eleccions generals espanyoles de 1977 i 1982. Va tenir un membre a la Junta de Canàries que va debatre l'Estatut d'Autonomia de Canàries. A les eleccions al Parlament de Canàries de 1983 va obtenir 3 escons dels 7 que pertoquen a Fuerteventura. A les eleccions al Parlament de Canàries de 1987 no es va voler sumar a les Agrupacions Independents de Canàries (AIC) que agrupaven els independents de les altres illes i va assolir novament 3 escons. El 1988 va donar suport al PSOE en la moció de censura que va nomenar president Jerónimo Saavedra.
A les eleccions al Parlament de Canàries de 1991 va refusar integrar-se en Coalició Canària, però va baixar en vots al 27% i només va obtenir 2 escons. Tot i així, el 1993 va donar suport la moció de censura que nomenaria President de Canàries Manuel Hermoso Rojas (CC). A partir de les eleccions al Parlament de Canàries de 1995 s'ha integrat en Coalició Canària però manté la seva personalitat.